# Lux (Haute-Garonne)
Lux település Franciaországban, Haute-Garonne megyében. Lakosainak száma 341 fő (2022. január 1.). Lux Beauville, Avignonet-Lauragais, Folcarde, Juzes, Mourvilles-Hautes, Rieumajou, Saint-Vincent és Vallègue községekkel határos.

## Népesség
A település népességének változása:
| Lakosok száma | 143  | 121  | 134  | 304  | 352  | 349  | 344  | 339  | 340  | 341  |
|               | 1968 | 1982 | 1990 | 2006 | 2013 | 2015 | 2017 | 2019 | 2020 | 2022 |